# Сеф, Роман Семёнович
Роман Семёнович Сеф (настоящее имя Роальд Семёнович Фаерма́рк; 6 октября 1931, Москва — 20 февраля 2009, там же) — советский детский поэт, писатель и драматург, переводчик, сценарист, учитель.
Заслуженный деятель искусств РФ (2003). Член Правления МГО Союза писателей России, председатель Бюро творческого объединения детской и юношеской литературы, руководитель творческого семинара детской и юношеской литературы в Литературном институте имени А. М. Горького, председатель Ассоциации детских писателей Москвы.
Член комиссии по Госпремиям при президенте РФ.

## Биография
Родился 6 октября 1931 года в Москве в семье партийных работников. Сеф — партийный псевдоним отца, Семёна Ефимовича Фаермарка.
В 1936 году родителей Р. С. Сефа репрессировали. Отец был расстрелян, а мать отправлена в лагеря. Мальчик остался на попечении у бабушки.
В 1946 году Романа с матерью, вернувшейся из заключения, выслали в город Малоярославец, где они прожили три года.
После окончания школы перепробовал множество профессий. Работал и водителем автобуса Союза писателей.
В 1951 году был репрессирован по статье 58-8; 58-1а; 58-10. Один год провёл в одиночной камере. Пять лет жил на поселении в Караганде. Здесь выучил английский язык и начал заниматься стихотворным и прозаическим переводом.
В 1956 году был реабилитирован.
Учился на факультете журналистики МГУ имени М. В. Ломоносова, но университет так и не окончил.
Член СТД СССР (1962), член СП СССР (1966).
В его переводе опубликованы произведения У. Уитмена, американские модернисты, биография Джона Констебля, перевод мюзикла «Моя прекрасная леди» и множество других.
Широко известны стихи и пьесы Романа Сефа, написанные им для детей. Изданы 30 поэтических книг общим тиражом более десяти миллионов экземпляров, среди которых «Шагают великаны», «Речной трамвай», «Голубой метеорит», «Если не веришь», «Я сам», «Моя песенка», «Кто придумал алфавит» и другие.
Почётный диплом в Международном совете по детской книге получила книга «Храбрый цветок», оформленная В. В. Хлебниковой.
Сеф разрабатывает новые формы книг для детей. Например, в книжке-игре «Я сам» есть задания, мини-анкеты, вопросы, стихи.
Спектакли по его пьесам поставлены более чем в 30 театрах, среди них: «Емелино счастье» и «Две Бабы-Яги».
Умер 20 февраля 2009 года. Похоронен в Москве на Кунцевском кладбище.

### Личная жизнь
Жёны
- Галина Гинцбург (16.I.1930-25.I.2009)
- Ариела Сеф (24.X.1941—23.XII.2008), автор мемуаров «Рождённая в гетто» (М.: Олимп, 2009; потом — М.: Астрель, 2011).
- Дочь от первого брака- Екатерина (р. 1960)

## Произведения

### Поэзия
| - 1963 — «Шагают великаны». М. - «Необычный пешеход». М., Детская литература, 1965, 1967, 1973 - «Человечек в коробке». М., 1965 - «Моя песенка». М., Малыш, 1967 - «Если ты не веришь». — М., Детская литература, 1968 - «Голубой метеорит». — М., Детская литература, 1969 | - 1971 — «Речной трамвай». М. - 1971 — «Шоколадный поезд». М. - 1983 — «Цирк: Стихи». М. - «Ключ от сказки: Стихотворения. Избранное». М., Детская литература, 1984, 1989 - Голубой метеорит. — М., 1991 - Храбрый цветок. М., Малыш, 1991 - Вот мы какие. — М., 1994 - Турусы на колёсах. — М., 1999 - Я сделал крылья и летал. — М., «Центрполиграф», 2005 год, художник М. Н. Фёдоров |

### Проза
- «Золотая шашка». — М., Детгиз, 1963.
- «Федюня Левкин в Санкт-Петербурге: Из рассказов о 9 января». М., 1965.
- «Золотая шашка». — Калининград, 1966.
- «Золотая шашка». — М., Детская литература, 1966.
- «Командую флотом». М., Детская литература, 1966, 1968, 1988.
- «Золотая шашка». — М., Детская литература, 1973.
- «Золотая шашка». — Красноярск, 1974.
- «Золотая шашка». — Петрозаводск, 1986.

### Драматургия
- 1974 — «Для вас, ребята: Репертуарный сборник». М.
- 1974 — «Емелино счастье: Пьеса». М.
- 1978 — «Три толстяка: Пьеса». М.
- 1978 — «Кто в сапогах?: Либретто оперы». М.
- 1980 — «Чудесный возраст: Фильм-сказка». М. В соавторстве с А. Солиным, В. Новацким.

### Переводы
- 1960 — Манжур З. «В эту минуту: Стихи». М.
- 1960 — Чомора С. «Бабочка и пчела». / Пер. с албанского. М.
- 1963 — Дриз О. «Разноцветный мальчик». М.
- 1965 — Джон Чиарди. «Еще одно эхо». М. (переиздано в 1988)
- 1967 — Дриз О. «Энык-Бенык Колобок». М.
- 1967 — Яниковская Е. «А ты знаешь?». М.
- 1969 — Бендова К. «Жил-был класс: Стихи». М.
- 1971 — Габе Д. «Моя семья». / Пер. с болгарского.— М.
- 1973 — Валек М. «Мудрецы из Трамтарии». / Пер. со словацкого. — М., Детская литература

### Кинофильмы и мультфильмы
| Год  |    | Название                                            | Примечания               |
| ---- | -- | --------------------------------------------------- | ------------------------ |
| 1971 | мф | «Голубой метеорит»                                  | по стихотворению Р. Сефа |
| 1973 | мф | «Чудо»                                              | по стихотворению Р. Сефа |
| 1973 | мф | «Приключения Мюнхгаузена. Между крокодилом и львом» | сценарист и автор песен  |
| 1973 | мф | «Приключения Мюнхгаузена. Меткий выстрел»           | сценарист и автор песен  |
| 1973 | ф  | «Нейлон 100 %»                                      | автор песен              |
| 1974 | мф | «Загадочная планета»                                | автор текста             |
| 1974 | мф | «Приключения Мюнхгаузена. Павлин»                   | сценарист и автор песен  |
| 1974 | мф | «Приключения Мюнхгаузена. Чудесный остров»          | сценарист и автор песен  |
| 1974 | тф | «Приключения в городе, которого нет»                | автор песен              |
| 1974 | ф  | «Автомобиль, скрипка и собака Клякса»               | автор песен              |
| 1976 | ф  | «Сказ про то, как царь Пётр арапа женил»            | автор песен              |
| 1980 | ф  | «Чудесный возраст»                                  | сценарист                |
| 1993 | мф | «Кругленькие и длинненькие»                         | сценарист                |

## Награды и премии
- Первая премия на Всесоюзном конкурсе детской книги за стихотворение «Я сделал крылья и летал» (1987)
- Государственная премия РСФСР за произведения и работы для детей и юношества (1991) — за книгу стихотворений «Ключ от сказки»[4]
- заслуженный деятель искусств Российской Федерации (2003) [5].